# William Sadler Franks
William Sadler Franks (* 26. April 1851 in Newark-on-Trent, Nottinghamshire; † 19. Juni 1935 in East Grinstead) war ein britischer Astronom und Direktor des Brockhurst Observatory in West Sussex, 35 km südlich von London.
Die Sternwarte wurde 1909 vom Industriellen und Botaniker Frederick Janson Hanbury (1851–1938) errichtet. Sie bestand bis 1940 und war zunächst als Gästesternwarte gedacht, wo es in den ersten Jahren zu Franks Aufgaben gehörte, Sternführungen für Freunde der Familie und Hanburys Berufskollegen abzuhalten. Doch schon bei seinem Dienstantritt 1910 hatte er sich ausreichende Zeit für astronomische Forschung ausbedungen.
Dafür wurde die Sternwarte mit einem zweiten, größeren Teleskop ausgestattet, mit dem der begabte visuelle Beobachter Doppelsterne, galaktische Nebel und Oberflächendetails von Planeten erforschte.
Nach seinem Tod übernahm der junge Sternfreund und spätere Fachbuchautor Patrick Moore (1923–2012) die Leitung der Sternwarte, was ihn endgültig zur Astronomie brachte und später zum bekannten Autor populärer Sachbücher und Fernsehmoderator werden ließ. Moore benützte Franks umfangreiche  Beobachtungsbücher, um viele von dessen Messungen in entsprechende Datensammlungen einzufügen, unter anderem in die Revision eines Nebelkatalogs der Vatikan-Sternwarte.